# Arrow River (Nový Zéland)
Arrow River je krátká řeka v novozélandském regionu Otago na Jižním ostrově. Jde o přítok řeky Kawarau, která se vlévá do řeky Clutha. Na řece leží město Arrowtown. William Fox zde objevil zlato během tzv. zlaté horečky v Otagu v 60. letech 19. století.